# 甲酚曲唑三硅氧烷
甲酚曲唑三硅氧烷（INCI：drometrizole trisiloxane）脂溶性苯并三唑衍生物。是一种防晒剂，于1989由欧莱雅开发，商品名Mexoryl XL。甲酚曲唑三硅氧烷为广谱紫外线吸收剂，最大吸收峰为303 nm（UVB）和344 nm（UVA），其常与对苯二亚甲基二樟脑磺酸联合作用，产生协同效应。

## 批准
甲酚曲唑三硅氧烷已经在欧盟、加拿大、澳大利亚 、日本等国家批准使用，但美国尚未批准。